# 清里めぐみ
清里 めぐみ（きよさと めぐみ、1959年6月22日 -）は、1980年代中期に日活などで活躍した元女優。埼玉県出身。

## 略歴
1983年から87年にかけて映画やドラマなどに出演。映画「みんなあげちゃう」の公開オーディションにおいて「ヤングジャンプ賞」と「読者審査員賞」を受賞して同作には山中千多枝名義で出演。清里めぐみと改名してロマン・ポルノにて主演デビューした。その後、出演作品の監督と俳優として出会った映画監督の滝田洋二郎と結婚した。

## 出演作品

### 映画
- 父と子（1983年1月15日公開、監督：保坂延彦、製作 サンリオフィルム、配給 東宝）
- 高原に列車が走った（1984年9月29日、監督：佐伯孚治、東映）
- みんなあげちゃう（1985年4月20日、監督：金子修介、にっかつ）
- 絶倫海女　しまり貝（1985年7月20日、監督：藤浦敦）
- はみ出しスクール水着（1986年7月12日、 監督：滝田洋二郎、にっかつ）
- 寝技ギャル　後ろから一直線（1987年、にっかつ）

### テレビ
- おさな妻 私を抱いて…16歳の初夜（1983年8月8日、テレビ朝日月曜ワイド劇場　主演：安田成美）

- 暴力中学シリーズ　暴力教室 ある教師の詩2 （1984年12月20日）、日本テレビ・ユニオン映画制作木曜ゴールデンドラマ　主演：若山富三郎）

### イメージビデオ
- 清里めぐみ　心まで濡らして（1986年12月21日発売、55分、VHS、β、レーザーディスクで発売された。監督：廣木隆一 、脚本： 加藤正人